# Gottfried Banfield
Pour les articles homonymes, voir Banfield.
Gottfried von Banfield (né le 6 février 1890 à Castelnuovo di Cattaro, aujourd'hui Herceg Novi, au Monténégro, alors en Autriche-Hongrie et mort le 23 septembre 1986 à Trieste) était un pilote autrichien, as de l'aviation lors de la Première Guerre mondiale.

## Jeunesse
Né en 1890, à Castelnuovo (royaume de Dalmatie), d’un père officier autrichien d'origine britannique, Richard Banfield, qui servait dans la marine autrichienne, le jeune Gottfried Banfield est envoyé à l’académie navale de Fiume (aujourd'hui Rijeka) qu'il quitte en 1909 avec le grade de cadet. Passionné d’aviation tout comme son frère aîné, Karl Banfield-Mumb von Mühlhaim (qui adjoint à son patronyme, par diplôme impérial du 29 août 1918, celui de leur mère) qui est déjà un pilote réputé, il est sélectionné pour être parmi les premiers pilotes de la marine autrichienne et part se perfectionner en France en 1913 à l’école de pilotage Donnet-Lévèque, où son moniteur était le chef pilote de la firme le lieutenant de vaisseau Jean Louis Conneau, pilote réputé à l'époque pour avoir gagné plusieurs courses aériennes sous le pseudonyme de Beaumont.

## Carrière militaire
Dès le début dans la grande guerre en 1914, il participe aux premières actions aériennes contre le Monténégro à partir de la base navale de Cattaro puis gagne Trieste quand l’Italie entre en guerre en 1915, où il est nommé chef du détachement naval local et le restera jusqu’à l’armistice.
Il remporte ses premières victoires aériennes sur hydravion Lohner biplace contre les italiens et leurs alliés français dans le golfe de Trieste au mois de juin 1915, affrontant même son ancien moniteur Jean Louis Conneau sur le Golfe de Trieste le 1er septembre 1915. Expérimentant ensuite un hydravion monoplace de chasse au début de l’année 1916, ses victoires vont se multiplier et le porter pour un temps à la première place des pilotes autrichiens. Ceci lui vaut la plus haute décoration de l’Empire austro-hongrois, l’ordre de Marie-Thérèse, qu’il est le seul aviateur à obtenir. Blessé au combat en 1918, il termine la guerre avec 9 victoires officielles, et 15 probables, ce qui pourrait monter le nombre de victoires à 24.
La ville de Trieste est annexée par l'Italie et il est emprisonné par la police d'occupation. En 1920, il émigre en Angleterre et obtient la nationalité britannique. En 1926, il prend la nationalité italienne et revient à Trieste s'y installer définitivement pour diriger la compagnie maritime Ditta D.Tripcovich Società di Armamento e Agenzia Marittima, spécialisée dans le renflouage d’épaves dont les navires naviguent sous pavillon italien, et qui appartient à son beau-père. Il devient une notabilité incontournable de la ville qu'on surnomme « Il nostre Barone ».[réf. nécessaire] Consul honoraire de France à Trieste, il est décoré de la Légion d'honneur en 1977. Il est décédé en 1986.

## Famille
In 1920, il épouse à Trieste la comtesse Maria Tripcovich (décédée en 1976), fille d'un riche armateur d'origine dalmate, ancienne sujette de l'Empire austro-hongrois et de noblesse monténégrine. Ils s'installent en Angleterre, à Newcastle-upon-Tyne, où naît leur fils Raphael Douglas von Banfield, compositeur italien connu sous le nom  de Raffaello de Banfield (en) (né en 1922), et qui se fait également appeler Raphael Douglas, baron von Banfield Tripcovich.